# Euchlanis calpidia
Euchlanis calpidia är en hjuldjursart som beskrevs av Myers 1930. Euchlanis calpidia ingår i släktet Euchlanis och familjen Euchlanidae. Inga underarter finns listade i Catalogue of Life.